# Nicaragua hadereje
Nicaragua hadereje a szárazföldi erőkből, a légierőből és a haditengerészetből áll.

## Fegyveres erők létszáma
- Aktív: 14 000 fő

## Szárazföldi erők
Létszám
12 000 fő
Állomány
- 9 gyalogos század
- 1 páncélos század
- 1 kisegítő dandár
- 1 ezred
- 1 műszaki zászlóalj
- 1 szállító ezred

Felszerelés
- 127 db harckocsi (T–55)
- 10 db közepes harckocsi (PT–76)
- 20 db felderítő harcjármű (BRDM–2)
- 166 db páncélozott szállító jármű
- 42 db vontatásos tüzérségi löveg

## Légierő
Létszám
1200 fő
Felszerelés
- 6 db szállító repülőgép
- 15 db harci helikopter (Mi–17)

## Haditengerészet
Létszám
800 fő
Hadihajók
- 57 db járőrhajó